# Our Lips Are Sealed
Our Lips Are Sealed è una canzone delle Go-Go's, che la incisero nel 1981, e successivamente, nel 2004, è stata reinterpretata dalle sorelle Duff per fare da colonna sonora del film A Cinderella Story, dove Hilary Duff era protagonista. Nel video musicale di quest'ultima versione appaiono le sorelle Duff che cantano in auto e contemporaneamente in una fontana piena di schiuma.
È presente nell'album Hilary Duff dove è estratto come primo singolo.

## Classifiche
| Classifica (2004) | Posizione massima |
| ----------------- | ----------------- |
| Australia         | 8                 |